# Successió de Gould

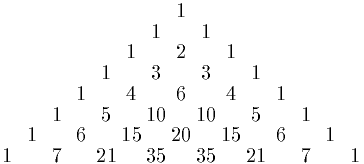
Triangle de Pascal, files de 0 a 7. El nombre d'enters senars de la fila i és l' i -è nombre de la seqüència de Gould.

La seqüència de Gould és una seqüència entera que porta el nom de Henry W. Gould que compta quants nombres senars hi ha a cada fila del triangle de Pascal. Consta només de potències de dos, i comença:

La forma de dent de serra autosimilar de la seqüència de Gould

1, 2, 2, 4, 2, 4, 4, 8, 2, 4, 4, 8, 4, 8, 8, 16, 2, 4,... (seqüència A001316 a OEIS)
Per exemple, el sisè nombre de la seqüència és 4, perquè hi ha quatre nombres senars a la sisena fila del triangle de Pascal (els quatre nombres en negreta de la seqüència 1, 5, 10, 10, 5, 1). La seqüència de Gould també és una seqüència fractal.

## Història
La seqüència porta el nom de Henry W. Gould, que la va estudiar a principis dels anys seixanta. No obstant això, el fet que aquests nombres siguin potències de dos, amb l'exponent de l' n nombre igual al nombre d'uns en la representació binària d'n, ja era conegut per JWL Glaisher el 1899.

## Interpretacions addicionals
El valor nè de la seqüència (a partir de n = 0) dóna la potència més alta de 2 que divideix el coeficient binomi central {\displaystyle {\tbinom {2n}{n}}}, i dóna el numerador de {\displaystyle 2^{n}/n!} (expressat com a fracció en els termes més baixos).
La seqüència de Gould també dóna el nombre de cèl·lules vives de la n a generació de l'autòmat cel·lular de la Regla 90 a partir d'una única cèl·lula viva. Té una forma característica de dents de serra en creixement que es pot utilitzar per reconèixer processos físics que es comporten de manera similar a la Regla 90.

Triangle de Sierpinski generat per la regla 90, o marcant les posicions dels nombres senars en el triangle de Pascal. La seqüència de Gould compta el nombre de cèl·lules vives a cada fila d'aquest patró.

## Seqüències relacionades
Els logaritmes binaris (exponents en les potències de dos) de la seqüència de Gould formen una seqüència sencera,
0, 1, 1, 2, 1, 2, 2, 3, 1, 2, 2, 3, 2, 3, 3, 4,... (seqüència A000120 a OEIS)

en què l' n valor dóna el nombre de bits diferents de zero en la representació binària del nombre n, de vegades escrit en notació matemàtica com {\displaystyle \#_{1}(n)}. De manera equivalent, el valor n è de la seqüència de Gould és
{\displaystyle 2^{\#_{1}(n)}.}
Prenent la seqüència d'exponents mòdul dos dóna la seqüència de Thue–Morse.
0, 1, 3, 5, 9, 11, 15, 19, 27, 29, 33, 37, 45,... (seqüència A006046 a OEIS)

comptar tots els nombres senars de les primeres n files del triangle de Pascal. Aquestes xifres creixen proporcionalment a {\displaystyle n^{\log _{2}3}\approx n^{1.585}}, però amb una constant de proporcionalitat que oscil·la entre 0,812556... i 1, periòdicament en funció del log n.

## Construcció recursiva i autosemblança
Els primers 2i de la seqüència de Gould es poden construir construint recursivament els primers 2i − 1 valors, i després concatenant els dobles dels primers 2i − 1 valors. Per exemple, la concatenació dels quatre primers valors 1, 2, 2, 4 amb els seus dobles 2, 4, 4, 8 produeix els vuit primers valors. A causa d'aquesta construcció de duplicació, la primera aparició de cada potència de dos 2i en aquesta seqüència es troba a la posició 2i − 1.
La seqüència de Gould, la seqüència dels seus exponents i la seqüència de Thue-Morse són totes autosimilars: tenen la propietat que la subseqüència de valors en posicions parelles de tota la seqüència és igual a la seqüència original, propietat que també comparteixen amb altres. seqüències com la seqüència diatòmica de Stern. En la seqüència de Gould, els valors en posicions senars són el doble dels seus predecessors, mentre que en la seqüència d'exponents, els valors en posicions senars són un més els seus predecessors.